# Won Jin-ah
Won Jin-ah (원진아?, Won Jin-aLR, Wŏn ChinaMR; Cheonan, 29 marzo 1991) è un'attrice sudcoreana.
Ha esordito nel 2015 nel cortometraggio Catchball, interpretando immediatamente ruoli da protagonista in film e serie televisive. Nel 2018 ha ottenuto un APAN Star Award come miglior attrice emergente e una candidatura nella stessa categoria ai Baeksang Arts Award per la sua interpretazione in Geunyang saranghaneun sa-i.

## Filmografia

### Cinema
- Catchball (캐치볼?) (2015) – cortometraggio
- Junggo, Paul (중고, 폴?) (2015) – cortometraggio
- Oneur-yeonghwa (오늘영화?), regia di Yoon Suk-ho, Kang Kyung-tae, Gu Gyo-hwan e Lee Ok-seop (2015)
- Toema: Munyeogul (퇴마: 무녀굴?), regia di Kim Hwi (2015)
- Bye Bye Bye (바이바이바이?) (2016) – cortometraggio
- Seom. Sarajin saramdeul (섬. 사라진 사람들?), regia di Lee Ji-seung (2016)
- L'impero delle ombre (밀정?), regia di Kim Ji-woon (2016)
- Steel Rain (강철비?), regia di Yang Woo-suk (2017)
- Don (돈?), regia di Park Nu-ri (2019)
- Long Live the King: Mokpo yeong-ung (롱 리브 더 킹: 목포 영웅?), regia di Kang Yoon-sung (2019)
- Voice (보이스?), regia di Kim Seon e Kim Gok (2021)
- Happy New Year (해피 뉴 이어?), regia di Kwak Jae-yong (2021)
- Malhal su eomneun bimil (말할 수 없는 비밀?), regia di Seo Yu-min (2025)

### Televisione
- Geunyang saranghaneun sa-i (그냥 사랑하는 사이?) – serie TV (2017-2018)
- Life (라이프?) – serie TV (2018)
- Melting Me Softly (날 녹여주오?) – serie TV (2019)
- Seonbae geu lipstick bareuji ma-yo (선배 그 립스틱 바르지 마요?) – serie TV (2021)
- Hellbound (지옥?) – serie TV (2021)
- Unicorn (유니콘?) – serie TV (2022)